# Dubina Wierszycka
Dubina Wierszycka (biał. Дубіна Вяршыцкая; ros. Дубина Вершицкая) – wieś na Białorusi, w obwodzie mińskim, w rejonie wołożyńskim, w sielsowiecie Wołożyn.
W dwudziestoleciu międzywojennym leżała w Polsce, w województwie nowogródzkim, w powiecie wołożyńskim.